# Monte Tai
Taishan (泰山) es una montaña en Tai'an, Shandong, China. Su pico se denomina Emperador de Jade con 1.545 metros de altitud. Es una de las cinco montañas sagradas del taoísmo en China. Los templos que existen en ella han sido un destino de peregrinaje durante 2000 años. Fue declarado como Patrimonio de la Humanidad por la Unesco en el año 1987, abarcando una zona protegida de 25.000 ha.
La tradición china dice que el sol comienza su recorrido diario en ese monte. Por eso, ver la salida del Sol desde Taishan es la máxima aspiración de todo chino.
Solamente cinco emperadores han subido hasta la cima a lo largo de la historia, aunque Qianlong de la dinastía Qing lo hizo en varias ocasiones. También personas como Confucio o Mao Zedong realizaron la dura ascensión. En el mausoleo de Mao Zedong se empleó granito de esta zona, pero hay autores que aseguran que Mao nunca quiso subir la montaña y que ordenó en una ocasión detener su tren personal al pie de Taishan para expresar su irreverencia ante esa tradición. Líderes actuales de China como Jiang Zemin o Li Peng han subido la montaña.
El pico es accesible en autobús desde la base hasta la Puerta del Medio Camino al Cielo, y luego en teleférico desde allí. Sin embargo la forma tradicional de subir es recorriendo el camino que posee 6600 escalones de piedra que conducen hasta la cumbre. La ruta central lleva al menos dos horas hasta la puerta del Medio Camino al Cielo, y de ahí otras dos o tres horas hasta la cumbre.

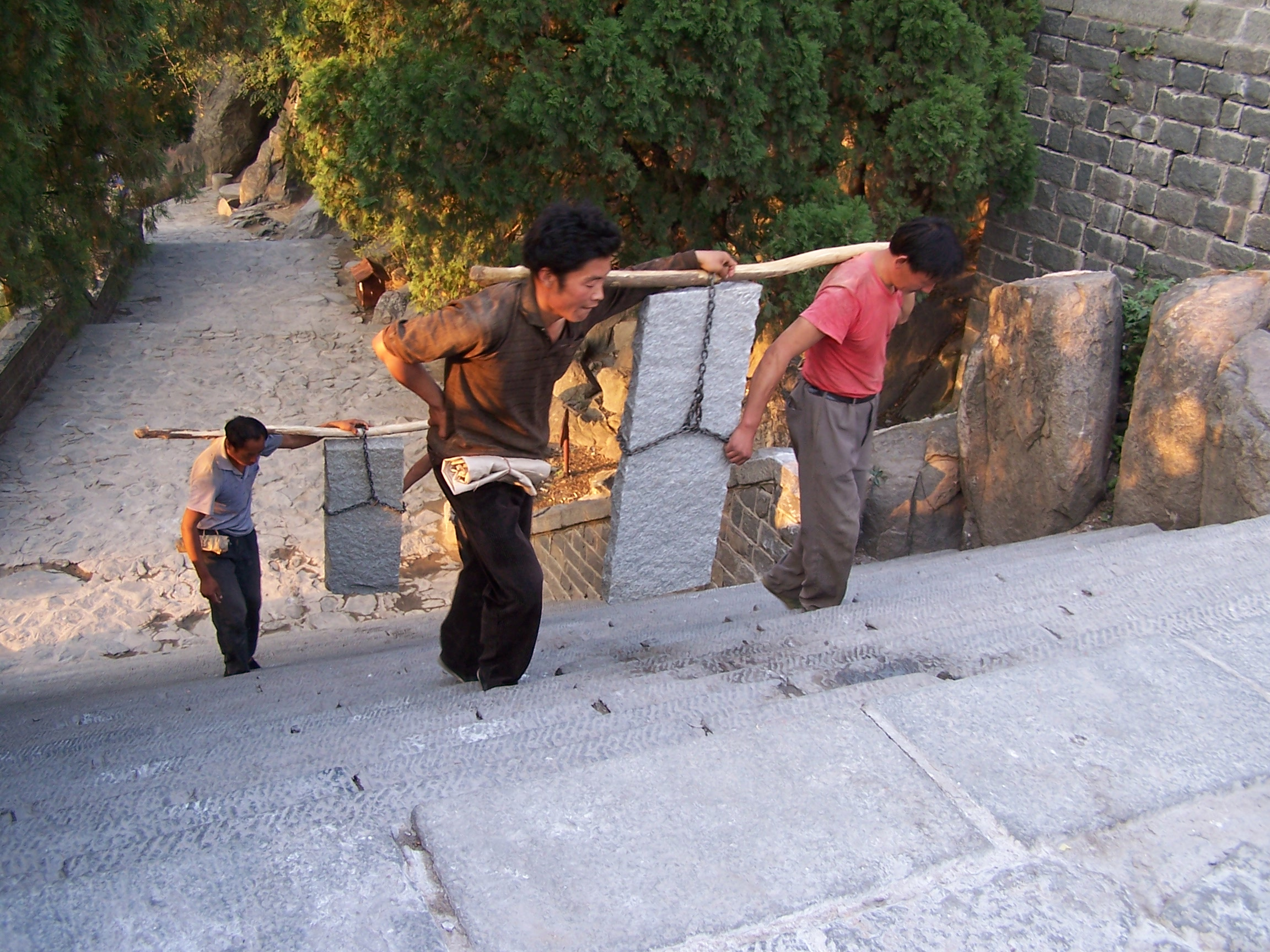
Portadores en el Tai shan.

A lo largo del camino se encuentran los Templos Puzhao y Guandi así como el Palacio de la Puerta Roja construido en 1626. A mitad de la ascensión se encuentran el Templo Doumu del siglo XVI y la Puerta Celeste del Medio.
Se llega a la cima tras cruzar el Arco de la inmortalidad y la Puerta sur del cielo. Desde la cumbre se tiene acceso al Templo de la Princesa de las Nubes Azules y al Templo del Emperador Augusto de Jade, situado a una altura de 1524 metros.
Conforme a la estructura gramatical shan es la palabra china para montaña, y Tai es la denominación de la misma, entonces lo correcto es llamarlo en castellano Montaña Tai.

## Galería

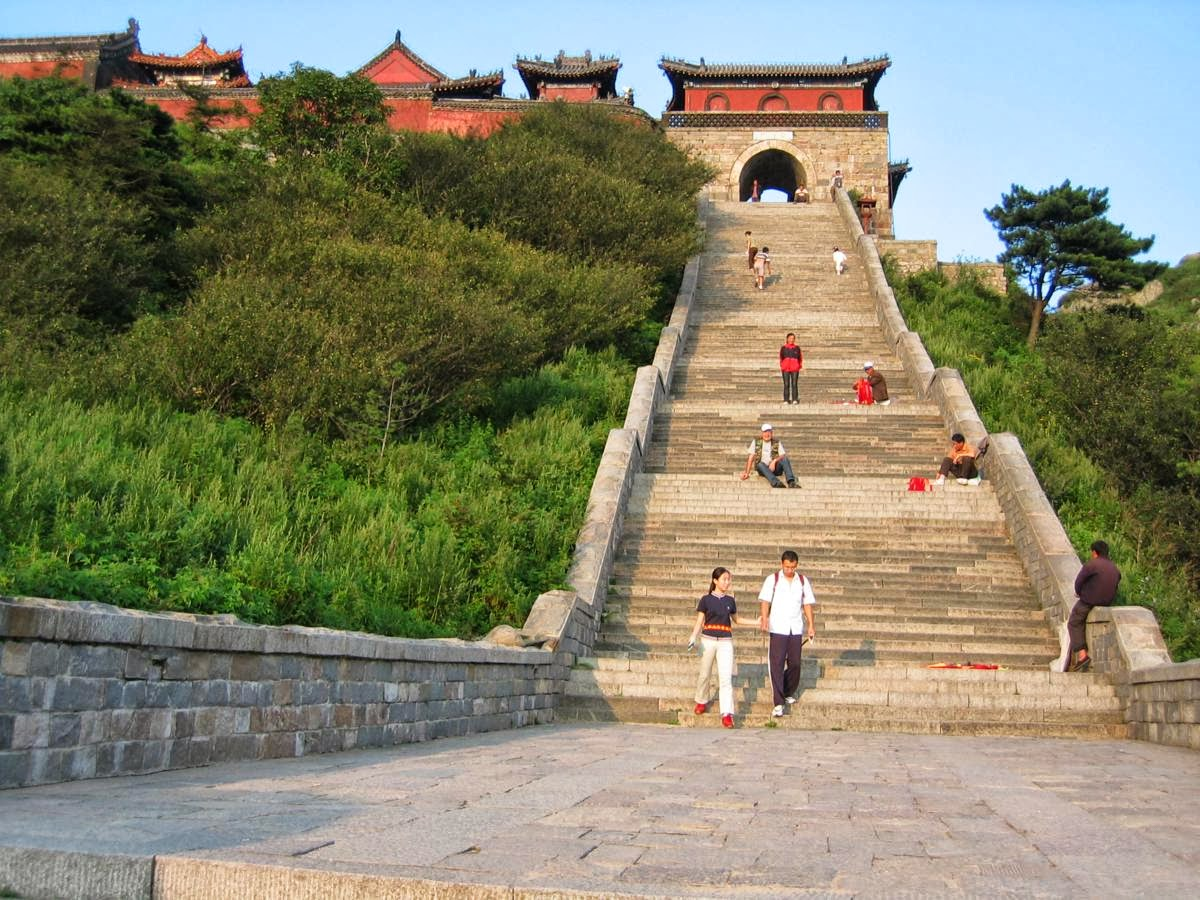
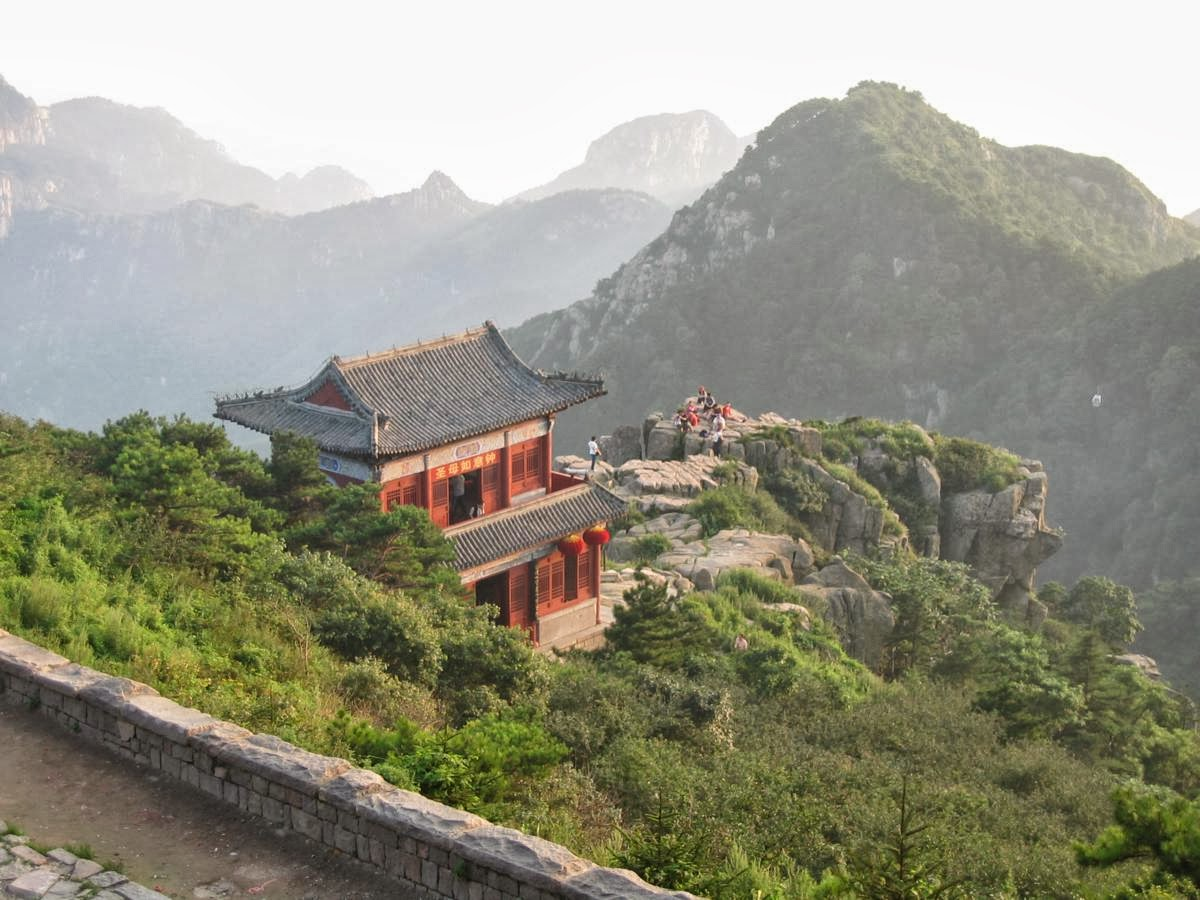
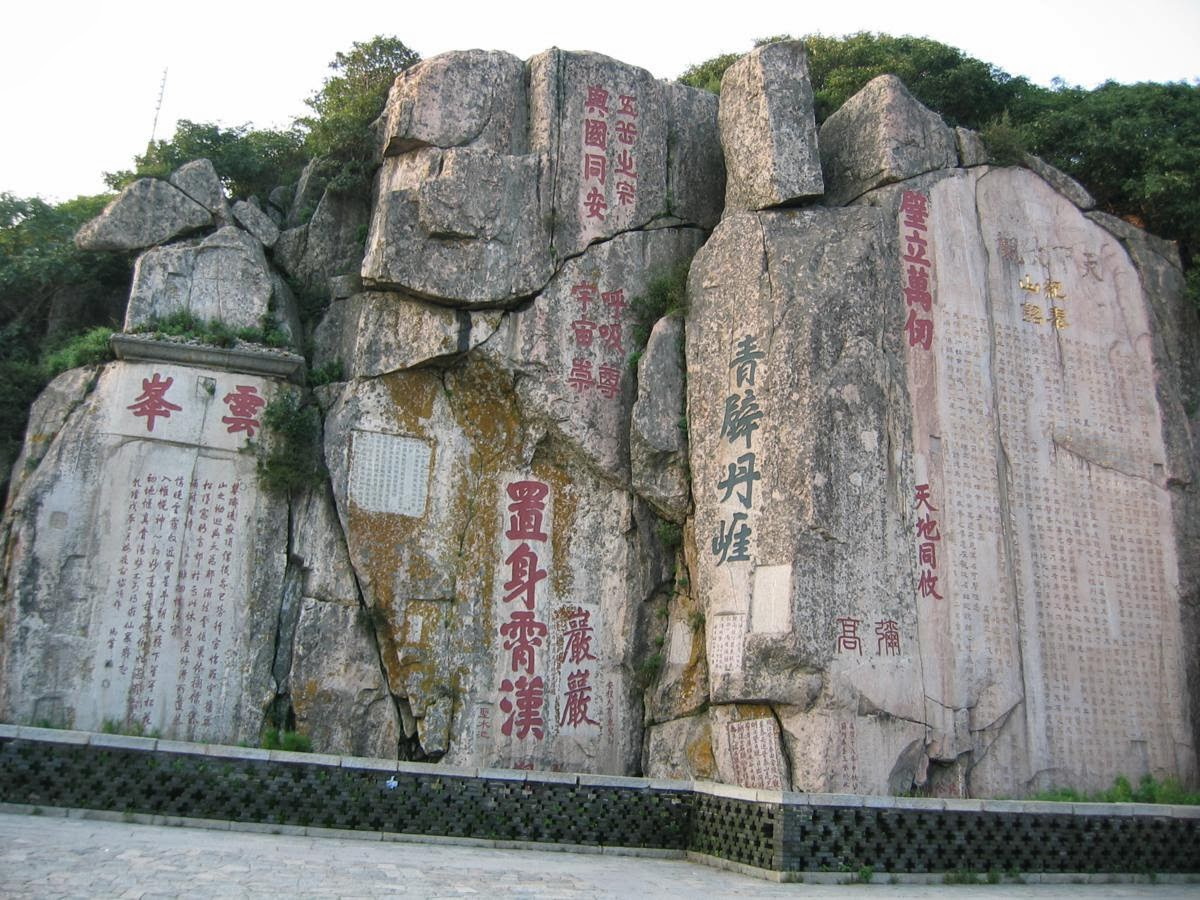
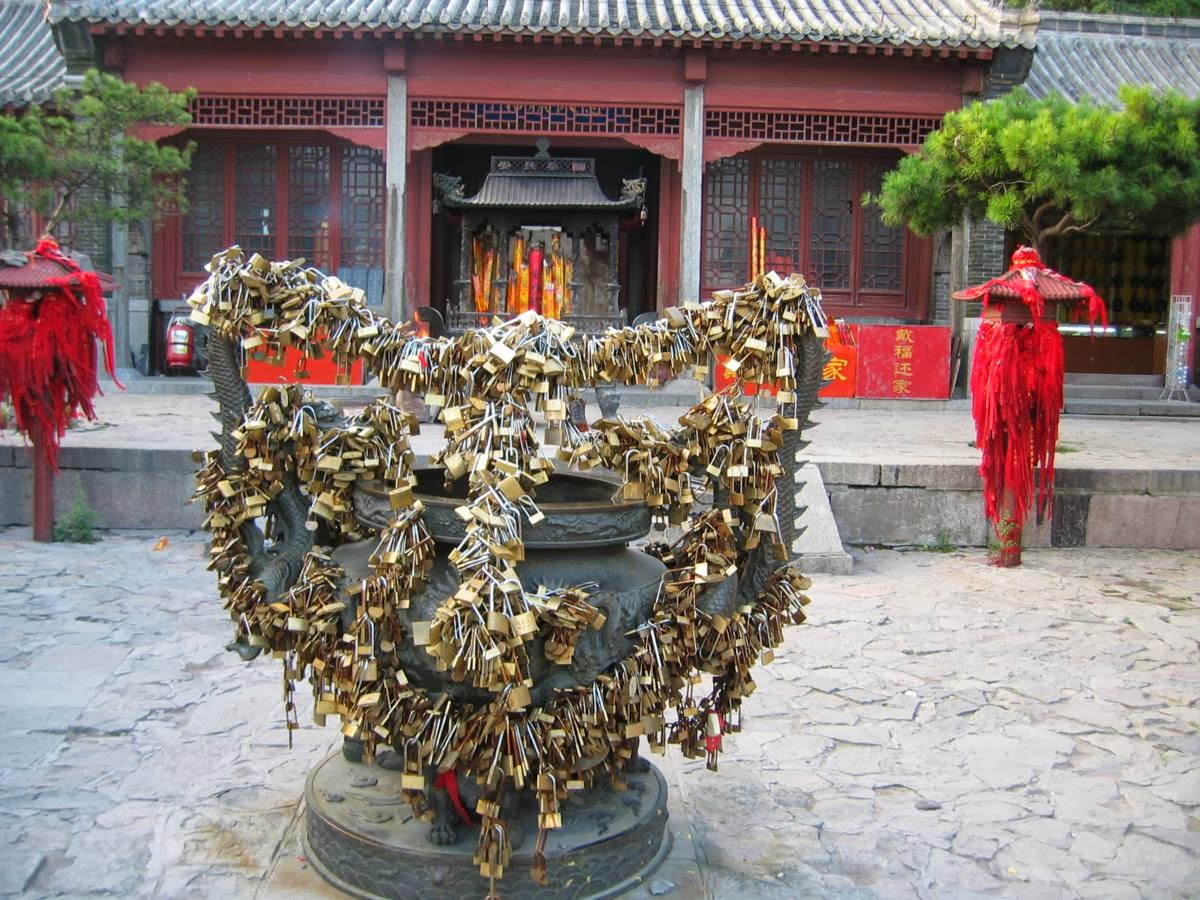
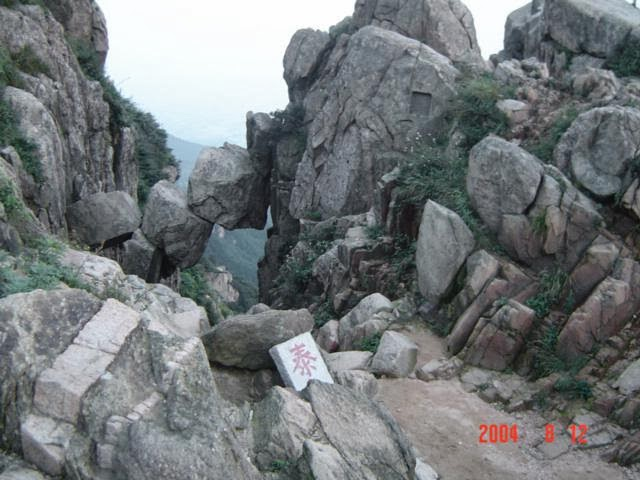